# بادلا (فلم 2019)
بادلا (بالإنجليزية: Badla) هو فيلم جريمة وغموض هندي صدر سنة 2019. الفيلم من إخراج سوجوي جوش من بطولة أميتاب باتشان وتابسي بانو وأمريتا سينغ. وهو من إنتاج شركة وارنر برذرز بيكتشرز وريد تشيليز انترتينمنت، وهو إعادة لتجسيد الفيلم الإسباني الضيف الخفي المنتج سنة 2017.
فيلم بادلا تم إطلاقه في 8 مارس 2019، وتلقى تعليقات ايجابية من النقاد. وحقق الفيلم ارباح تقدر بأكثر من 20 مليون دولار أمريكي، وكانت تكلفة الفيلم 1.4 مليون.

## القصة
يحكي الفيلم قصة سيدة أعمال خلال لقائها مع محامي جديد لصالح قضية اتهامها بقتل عشيقها. تحاول سيدة الأعمال بشتى الطرق التخلص من التهمة الموجهة لها، لكن دهاء عائلة أحد ضحاياها يجعلها تقع بفخ جرائمها.

## وصلات خارجية
- مقالات تستعمل روابط فنية بلا صلة مع ويكي بيانات

لا توجد روابط لمواقع التواصل الاجتماعي.